# Hedysarum pallidiflorum
Hedysarum pallidiflorum är en ärtväxtart som beskrevs av Nikolai Vasilievich Pavlov. Hedysarum pallidiflorum ingår i släktet buskväpplingar, och familjen ärtväxter. Inga underarter finns listade i Catalogue of Life.